# Stainforth

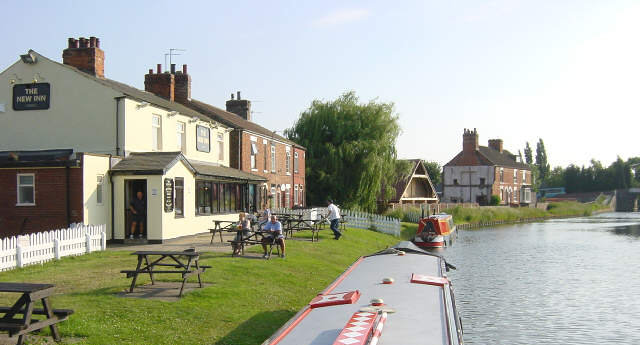
Gasthaus New Inn
am Stainforth and Keadby Canal

Stainforth ist eine Kleinstadt und Gemeinde im Metropolitan Borough of Doncaster, in South Yorkshire, England. Sie liegt nordöstlich von Doncaster in der Nähe von Hatfield und Thorne. Hier leben 6342 Einwohner (2001).

## Etymologie

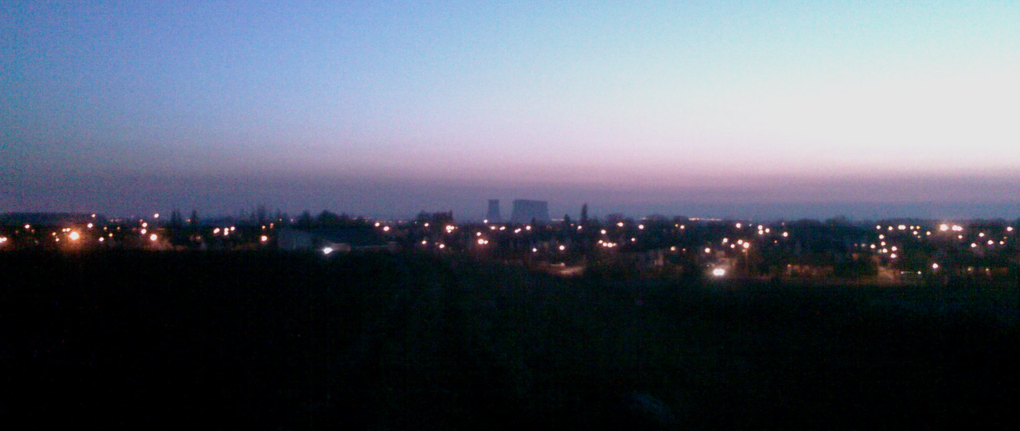
Stainforth bei Nacht, from Hatfield Main
im Hintergrund Schornsteine des Elektrizitätswerks Thorpe Marsh

Der Name des Ortes heißt 'steinige Furt' und stammt aus dem Altenglischen stanig ('steinig') und ford 'Furt'. In der ersten urkundlichen Erwähnung 1428 wurde er Staneforde geschrieben.

## Geschichte
Stainforth erhielt 1348 eine Royal Charter (Königliche Satzung), nach der es einen Freitagsmarkt und einen zehntägigen Jahrmarkt halten durfte. Die Stadt hatte einen kurzen Höhepunkt als Handelszentrum und als Hafen und zog Händler aus entfernten Regionen wie der Isle of Axholme an. Die Bedeutung verlor sich, als Bawtry an Bedeutung gewann.
Der Bahnhof von Stainforth wurde am 7. Juli 1856 eröffnet und am 1. Oktober 1866 außer Betrieb genommen. Im 21. Jahrhundert erreicht man die Stadt über Hatfield and Stainforth railway station.
Im Jahr 1930 fanden im Greyhound Stadion way-Rennen statt.
Im 20. Jahrhundert entwickelte sich Stainforth zum Bergbaudorf, mit der Hatfield Main Colliery in ihrem Mittelpunkt (1921–2001). Die Kohlengrube wurde 2006 wiedereröffnet und ging im Januar 2008 wieder auf volle Produktion. Im 21. Jahrhundert soll auch ein 900-MW-Kohlekraftwerk ans Netz gehen und ein Industriegebiet mit dem Namen Hatfield Power Park errichtet werden. Das Kraftwerk wird über eine 60 km lange Pipeline mit Barmston in Yorkshire verbunden, wo Kohlendioxid in porösem Gestein für die CO2-Abscheidung und -Speicherung unter der Nordsee gespeichert werden wird.

## Sonstiges
In unmittelbarer Nähe zum Ort befindet sich der internationale Campingplatz Knight's Stainfort.
Die Kohlegrube und deren Umgebung wurden für einige Fernsehserien und Filme genutzt, unter anderem Dalziel and Pascoe, Brassed Off und Faith (2005, BBC-Film über die Bergarbeiterstreiks von 1984/85).

## Persönlichkeiten
- George Porter, Baron Porter of Luddenham (* 6. Dezember 1920 in Stainforth; † 31. August 2002 in Canterbury), englischer Chemiker, Politiker und Nobelpreisträger